# Šahovski klub Mornar Split
Šahovski klub Mornar je šahovski klub iz Splita. 

## Povijest
Osnovan je 6. veljače 1951. godine, a korijeni sežu nekoliko godina unatrag. Pri športskom društvu Mornar 1949. godine pokrenuta je šahovska sekcija. Djelatnost je bila zapažena te se poduzelo njeno osamostaljenje i 6. veljače 1951. osnovan je samostalni šahovski klub. Dobili su prostore u samoj gradskoj jezgri, na uglu Rive i Marmontove, na trećem katu zgrade. Glavni sponzor kluba bila je JRM (Jugoslavenska ratna mornarica), zbog čega je klupski čelnik uvijek bio neki visokorangirani mornarički oficir (najmanje pukovnik) i član Saveza komunista. Partija je nadzirala svaku aktivnost preko nekog svog čelnog čovjeka. 1950-ih i 1960-ih duh pokretač kluba bio je klupski tajnik Toni Vidović, bez kojega šahovskog života ne bi bilo, čovjek koji je živio doslovce za klub. Zahvaljujući Vidoviću, klub je organizirao brojne turnire i simultanke. U klubu je poniklo čak 7 velemajstora. Kao član kluba Bojan Kurajica postao je omladinski prvak svijeta (Barcelona 1965.). Klub je nekoliko puta mijenjao lokaciju svojih prostorija, te je od prvih prostorija u Marmontovoj ulici do danas promijenio nekoliko adresa. 1962. dio igrača otišao je u Jugovinil iz Kaštel Sućurca. Kriza je prepoznata 1966. godine a kulminirala je, kad su neki igrači otišli u druge klubove. Mnogo je članova otišlo u te godine osnovani splitski Poštar. Od osnutka do 1974. prostorije su bile u Marmontovoj ulici. Od 1974. do 2002. klub je boravio na Bačvicama, u prostoru koji je poslije denacionaliziran. Kad su prostor dobili bio je sasvim zapušten. Zaslugom utjecaju klupskog igrača i dužnosnika Josipa Matkovića prostorije su uređen, klub je dobio dugogodišnjeg sponzora, splitsku tvrtku Monter. 1975. iz splitskog Poštara vratilo se nekoliko igrača i tada se stvorilo veliko gradsko rivalstvo. Sredinom 1977. godine svečano su otvorene novouređene prostorije kluba. Predsjednik i igrač Matković je bio u poznanstvu s poznatim splitskim arhitektom Jerkom Rošinom, koji je besplatno osmislio uređenje interijera klupskih prostorija. U klubu se i danas služe inventarom koji su radnici Montera tada donijeli. Po nekim kriterijima (rezultati na kupu i ligi) Mornar-Monter je 1977. godine bio 4. klub po snazi u Hrvatskoj, iza zagrebačke Mladosti, PTT-a i Juventa (poslije Montinga). 1978. godine Mornar se plasirao u 2. saveznu ligu. Kad je prostor 2002. denacionaliziran, klubu je prijetilo beskućništvo pa je privremeno rješenje nađeno boravkom na Mertojaku, u potpuno zapušteni prostor u Odeskoj 6, koji je uređen poslije radnom akcijom. Dugogodišnji predsjednik Ivan Škarić tražio je dugotrajno rješenje za klub u čemu je uspio te su dobili reprezentativne prostorije na Blatinama koje se i danas koriste. Također zahvaljujući njemu od beskućništva je spasio i drugi splitski klub Poštar kojeg su tada izbacivali iz prostorija u Slavićevoj ulici. Današnje prostorije nalaze se na Blatinama (Šimićeva 52). Uspješan mandat kao predsjednik kluba (2002. – 2005.) imao je nekadašnji gradonačelnik Splita Ivan Škarić. 
2002. godine dogovorom s Poštarom razmijenili su igrače da bi mogli koristiti dvojnu registraciju, te je Mornar prvi put u povijesti ušao u prvu ligu. Nastupali su: Ante Šarić, Zdenko Plenković, Ivica Armanda, Miro Bobanac (kapetan), Slaven Jurić (4 iz 4), Denis Brulić, Vuk Tadija Barbarić i Borivoj Katavić. Najveći ekipni uspjeh u povijesti kluba je osvajanje 2. mjesta na Hrvatskom šahovskom kupu (Mali Lošinj 2017.). Također veliki uspjesi ostvareni su 2021. (Mali Lošinj) i 2022. (Poreč) kada je osvojeno 4. mjesto u 1.A ligi.  Ženska ekipa u sastavu: Karina Cyfka, Kristina Šarić, Tine Lukenda i Lora Kukić osvojila je 2. mjesto na Ekipnom prvenstvu Hrvatske 2015. godine (prva ženska liga). 
Najveći uspjeh u povijesti kluba ostvaren je na 1.A ligi 2024. godine, kada je Mornar prvi put u svojoj povijesti osvojio ekipno državno prvenstvo. Na tom su prvenstvu sudjelovali: Ivan Šarić, Dmitrij Kollars, Johan Sebastian Christiansen, Jadranko Plenča, Julijan Plenča i Ante Šarić.

## Poznati igrači
Juraj Nikolac, Dražen Marović, Vlatko Kovačević, Bojan Kurajica, Ivan Žaja, Ante Šarić, Ivan Šarić, Dražen Čvorović, Darko Gliksman, Ibro Šarić, Vladimir Bekavac, Kristina Šarić, Borka Frančišković, Miro Bobanac, 
Karina Szczepkowska-Horowska, Tina Lukenda, Kristina Šarić i dr.

## Vanjske poveznice
- Mrežne stranice - Šahovski klub Mornar
- Facebook - Šahovski klub Mornar